# Konfederacja łańcucka

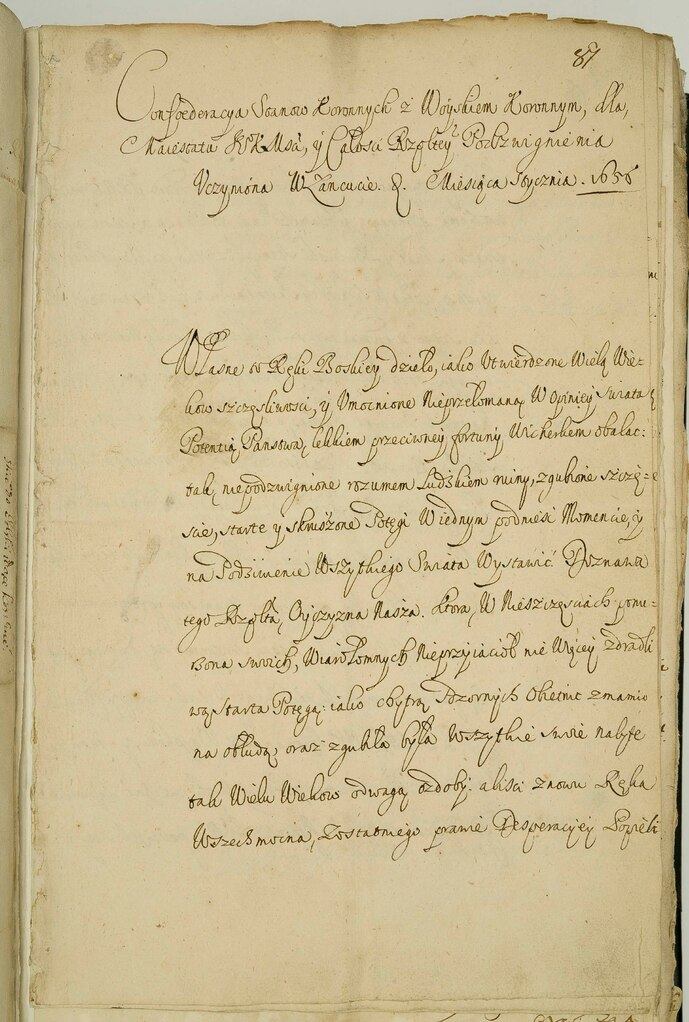
Pierwsza strona aktu zawiązania konfederacji

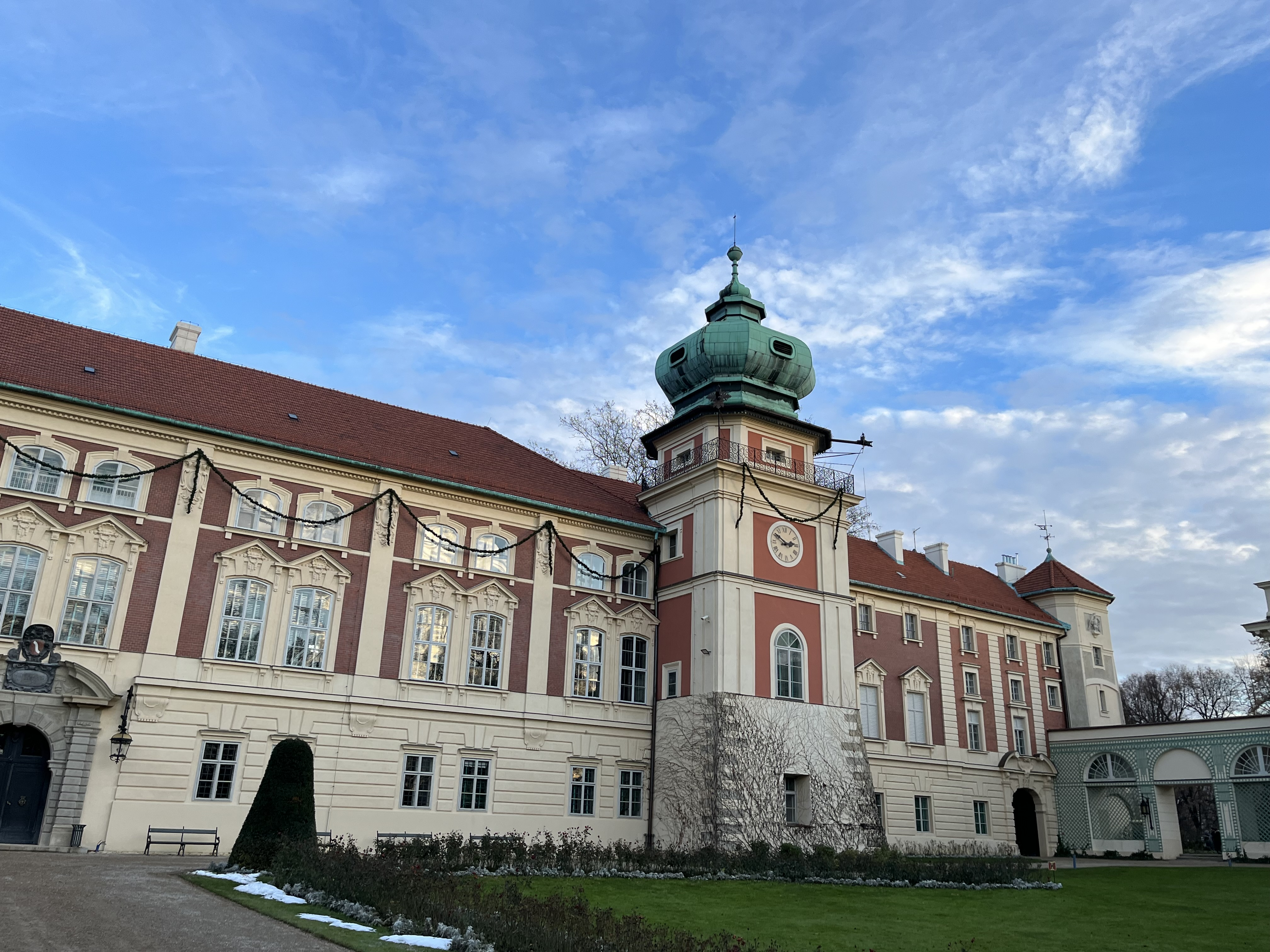
Zamek w Łańcucie – stan współczesny

Konfederacja łańcucka – stanowa konfederacja szlachecko-wojskowa zawiązana w styczniu 1656 roku w Łańcucie w obecności króla Jana II Kazimierza przez reprezentantów senatu Rzeczypospolitej, najwyższych dostojników oraz wyższych dowódców armii koronnej w celu kontynuowania walki z najazdem szwedzkim.

## Geneza
Król Jan II Kazimierz powrócił z wygnania na Śląsku Opolskim do Rzeczypospolitej w wyniku nasilenia się końcem 1655 roku oporu wobec szwedzkich najeźdźców. Około połowy stycznia 1656 roku przez zamek w Lubowli i Krosno władca dotarł do bastionowej fortecy w Łańcucie należącej do marszałka wielkiego koronnego Jerzego Sebastiana Lubomirskiego. Magnat ten dochował wierności prawowitemu monarsze i stał się wkrótce obok Stefana Czarnieckiego symbolem oporu przeciw najazdowi szwedzkiemu. W Łańcucie przeprowadzono szereg narad Rady Senatu, podjęto postanowienia dotyczące prowadzenia działań wojennych, wystawiono wiele listów przypowiednich oraz uniwersałów wzywających szlachtę do walki. Około 20 stycznia 1656 roku zawiązano w tym mieście konfederację generalną. 

## Znaczenie
Zdaniem historyka dra Andrzeja Borcza zawiązanie konfederacji łańcuckiej stanowiło niezwykle doniosły fakt historyczny o ogromnym wpływie na pomyślny dla Polski przebieg wojny ze Szwecją. Było to wydarzenie polityczne o ogromnym oddziaływaniu na losy naszego kraju i na jego przetrwanie. Dokument jest dowodem porozumienia narodowego ponad wszelkimi podziałami, odstępstwami i zdradami, które niestety cechowały ówczesną polską scenę polityczną w momencie załamania się podstaw funkcjonowania państwa. Konfederacja łańcucka w porównaniu do zawiązanej nieco wcześniej konfederacji tyszowieckiej (29 grudnia 1655 roku) jest faktem dziejowym o dużo szerszym znaczeniu. Stanowi dowód przymierza, obejmującego nie tylko dowódców wojska, ale stanowi kwintesencję porozumienia stanowego – obejmującego oprócz wojskowych również szlachtę i duchowieństwo, a co kluczowe, zawarta została w obecności monarchy. Dokument jest potwierdzeniem nie tylko przymierza, ale jest także konkretnym zobowiązaniem się do wspólnego wysiłku i deklaracją nieustępliwej pracy na rzecz wyzwolenia kraju – „podźwignienia upadłej Ojczyzny i Majestatu Pańskiego”.

## Uczestnicy konfederacji łańcuckiej
- Andrzej Trzebicki – biskup przemyski, podkanclerzy koronny – podpisał akt konfederacji łańcuckiej
- Stefan Koryciński – kanclerz wielki koronny – udział prawdopodobny, brak podpisu lub podpis nieczytelny
- Jerzy Sebastian Lubomirski – marszałek wielki koronny – podpisał akt konfederacji łańcuckiej
- Stanisław Rewera Potocki – hetman wielki koronny – podpisał akt konfederacji łańcuckiej
- Stanisław Lanckoroński – hetman polny koronny – podpisał akt konfederacji łańcuckiej
- Stefan Czarniecki – regimentarz – podpisał akt konfederacji łańcuckiej
- Piotr Potocki – wojewoda bracławski, starosta kamieniecki – podpisał akt konfederacji łańcuckiej
- Jan Tarło – wojewoda lubelski – podpisał akt konfederacji łańcuckiej
- Krzysztof Tyszkiewicz – wojewoda czernichowski – podpisał akt konfederacji łańcuckiej
- Władysław Wołłowicz – kasztelan smoleński – podpisał akt konfederacji łańcuckiej
- Aleksander Sielski – kasztelan łęczycki – podpisał akt konfederacji łańcuckiej
- Stanisław Witowski – kasztelan sandomierski – udział prawdopodobny, brak podpisu lub podpis nieczytelny
- Jan Wielopolski – kasztelan wojnicki, starosta biecki, bocheński, nowotarski – podpisał akt konfederacji łańcuckiej
- Andrzej Maksymilian Fredro – kasztelan lwowski udział prawdopodobny, brak podpisu lub podpis nieczytelny
- Aleksander Cetner – kasztelan halicki – podpisał akt konfederacji łańcuckiej
- Stanisław Domaszewski z Widlic, sędzia ziemski łukowski – podpisał akt konfederacji łańcuckiej
- Andrzej Potocki – oboźny koronny, starosta winnicki – podpisał akt konfederacji łańcuckiej
- Szymon Kawiecki – oboźny wojskowy – podpisał akt konfederacji łańcuckiej
- Jerzy Bałaban – rotmistrz JKM, starosta trembowelski – podpisał akt konfederacji łańcuckiej
- Daniel Sośnicki – rotmistrz JKM- podpisał akt konfederacji łańcuckiej
- Stefan Szyszkowski – podpisał akt konfederacji łańcuckiej
- Hieronim Margoński – podpisał akt konfederacji łańcuckiej

Uczestników konfederacji znamy głównie dzięki odręcznym podpisom pod koniec oryginalnego dokumentu, który przechowywany jest w zbiorach Muzeum Narodowego w Krakowie – Biblioteki Książąt Czartoryskich.

## Tekst aktu
Oryginalny, zachowany w rękopisie tekst aktu konfederacji łańcuckiej przechowywany jest w zbiorach Muzeum Narodowego w Krakowie – Biblioteki Książąt Czartoryskich.